# 제도고속도교통영단 500형 전동차
제도고속도교통영단 500형 전동차(일본어: 営団500形電車)는 도쿄 지하철을 운행하는 제도고속도교통영단(민영화 이후 도쿄 메트로)의 마루노우치 선에 운행되었던 전동차이다.